# La Cité des monstres
Pour plus de détails, voir Fiche technique et Distribution.
La Cité des monstres (Freaked) est une comédie d'horreur américaine réalisée par Alex Winter et Tom Stern, sortie en 1993.
Originellement prévu pour être un film d'horreur à petit budget, il connut différentes réécritures de scénarios l'amenant à tendre vers plus d'humour noir. Les pré-tests en public s'étant révélé plutôt négatifs, il ne connut pas de distribution conséquente et ne sortit que dans 2 cinémas. Mais depuis sa sortie en vidéo, il a acquis un statut de film culte.

## Synopsis
Une compagnie de produits chimiques essaye de redorer son image en engageant un acteur célèbre, Ricky Coogin, pour devenir l'icône publicitaire de la marque. Coogin tient toutefois à s'assurer que les produits chimiques qu'il vantera ne sont pas aussi toxiques que certains activistes écologistes veulent bien le dire. Il se rend donc dans une ferme expérimentale où les produits en question sont utilisés et se retrouve malencontreusement intoxiqué. Il commence à connaître des transformations physiques monstrueuses et découvre qu'il n'est pas le seul dans ce cas…

## Fiche technique
- Titre : La Cité des monstres
- Titre original : Freaked
- Réalisation : Alex Winter, Tom Stern
- Scénario : Alex Winter, Tom Stern, Tim Burns
- Production : Stephen Chiodo, Harry J. Ufland, Mary Jane Ufland, Alex Winter
- Musique : Kevin Kiner
- Photographie : Jamie Thompson, Jene Omens
- Montage : Malcolm Campbell
- Direction artistique : Catherine Hardwicke
- Chef décorateur : Kim Hix, Brian Kasch
- Costumes : Malissa Daniel
- Pays d'origine : États-Unis
- Langue : anglais
- Genre : comédie/horreur/science-fiction
- Durée : 80 minutes
- Dates de sortie : 
  - 11 septembre 1993  Canada (Festival international du film de Toronto)
  - 1er octobre 1993  États-Unis
  - 8 novembre 1993  Japon
  - 2 avril 1994  Australie
  - 9 avril 1994  Nouvelle-Zélande
  - 29 septembre 1995  Espagne

## Distribution
- Alex Winter : Ricky Coogin
- Michael Stoyanov : Ernie
- Megan Ward : Julie
- Randy Quaid : Elijah C. Skuggs
- Derek McGrath : Le ver humain
- Mr. T (VF :  Henri Djanik): La Femme à barbe
- Keanu Reeves : Ortiz l'homme chien (non crédité)
- Jeff Kahn : Naseau long nez
- John Hawkes : Cowboy
- Alex Zuckerman (VF : Brigitte Lecordier) : Stuey Gluck
- Bobcat Goldthwait : Tête de chaussette
- Patti Tippo : Rosie la p'tite tête
- Lee Arenberg : L'éternelle flamme
- Tim Burns : L'homme-grenouille
- William Sadler : Dick Brian
- Brooke Shields : Skye Daley
- Jaime Cardriche : Toad
- Morgan Fairchild : L'hôtesse de l'air
- Eduardo Ricard : George Ramirez #1
- Henry Carbo : George Ramirez #2
- Deep Roy : George Ramirez #3
- Mihály Mészáros: George Ramirez #4
- Calvert DeForest : Le Président des États-Unis
- Tom Stern : Le laitier
- Ray Baker : Bill Blazer
- Sam Raimi : Un policier corrompu (non crédité)
- Robert Tapert : Un policier corrompu (non crédité)
- Don Stark : L'éditeur du journal

## Distinctions

### Nominations
- Saturn Award 1994 : 
  - Meilleur maquillage (Screaming Mad George et Steve Johnson)